# Liste des îles de la Tamise
Cet article répertorie les îles de la Tamise, ou à l'embouchure d'un affluent, en Angleterre. Il exclut les îles artificielles construites dans le cadre de la construction de quarante-cinq écluses à deux portes qui s'accompagnent chacune d'un déversoir. Une petite minorité des îles de la liste sont appelées Ait ou Eyot et sont des vestiges, séparés par un creux dans la terre ou un ravin de haut niveau.
La plupart de ces îles fluviales sont naturelles; d'autres ont été créés par l'excavation d'un chenal de navigation supplémentaire ou de remplacement, de manière à fournir un itinéraire plus court, une coupe . Beaucoup résultent de l'accumulation de gravier, de limon, du terrerau des plantes et de renforcement des racines, en particulier des saules et autres grands arbres. Contrairement à d'autres grands fleuves, tous aujourd'hui sont considérés comme fixes. Tous dans le cours inférieur de Lechlade ont été protégés contre l'érosion par diverses combinaisons de canalisation de la rivière, s'accumulant avec des matériaux de dragage du lit de la rivière, des roseaux d'eau, du béton, du ciment, du bois ou de murs de soutènements.

## Galerie

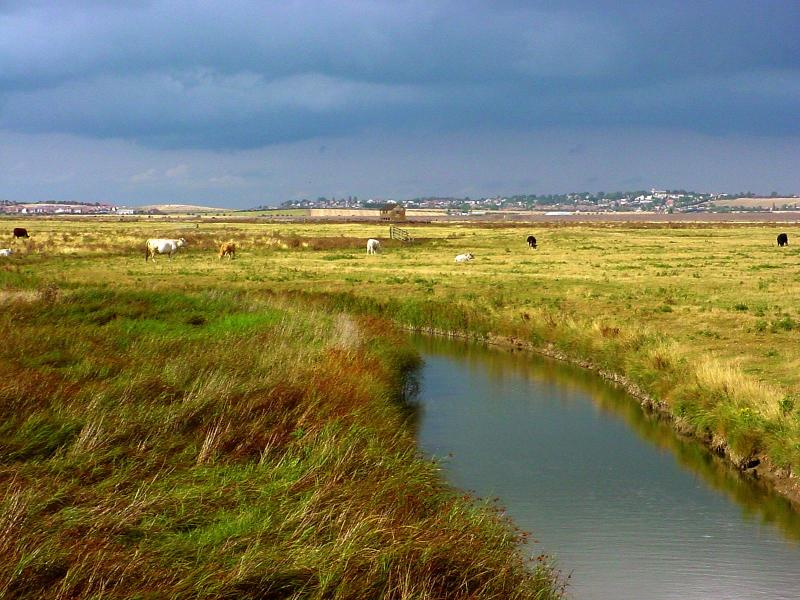
Sheppey
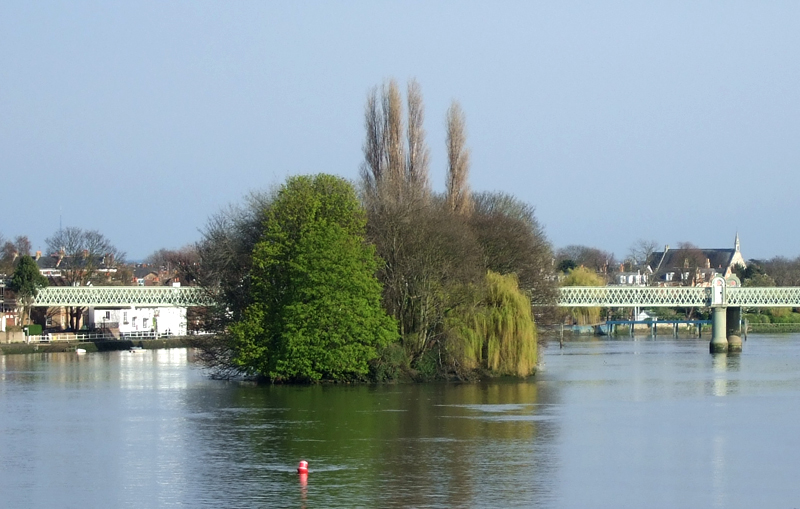
L'ile d'Oliver's, photo prise de l'aval du fleuve
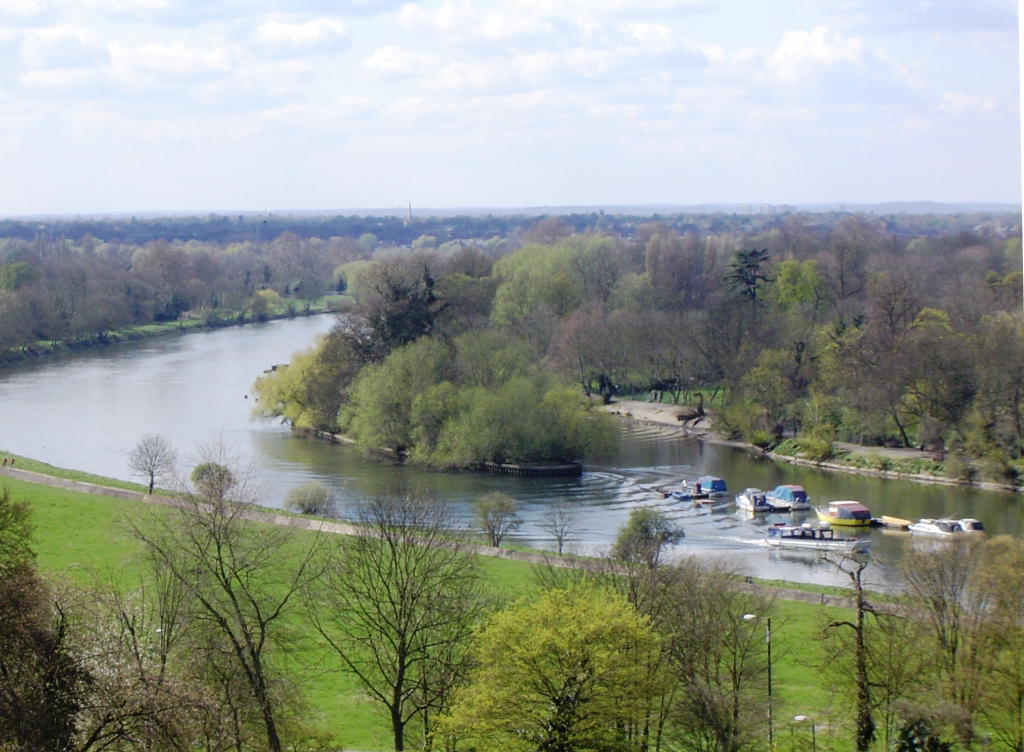
Glover's Island depuis Richmond Hill
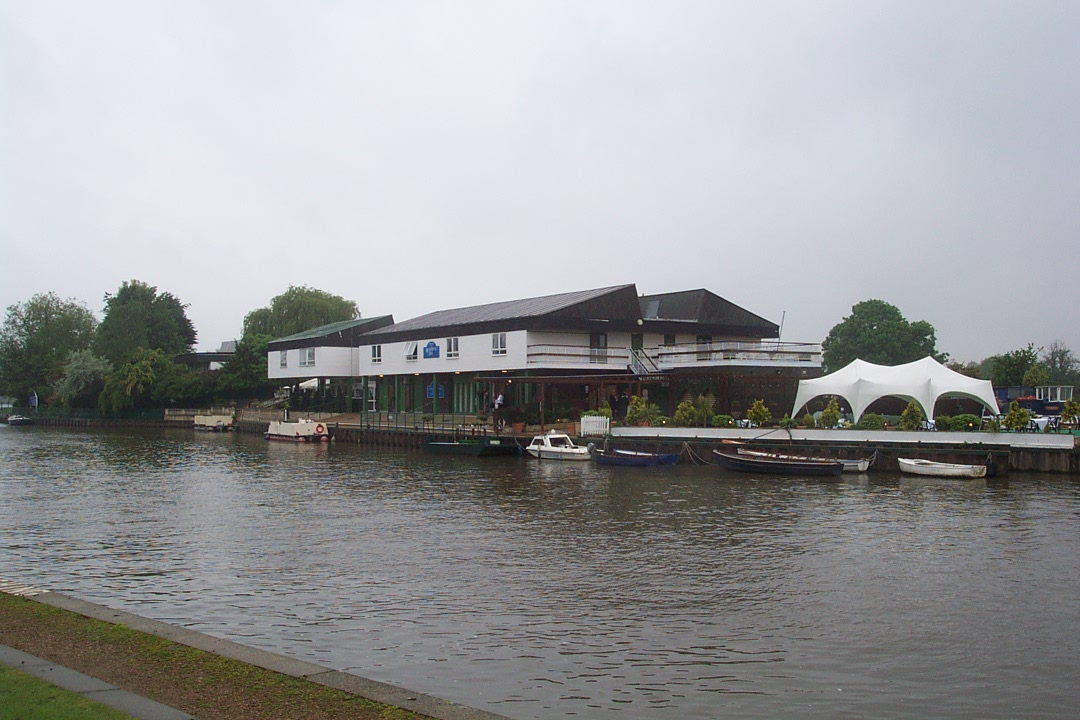
Raven's Ait depuis la Queen's Promenade
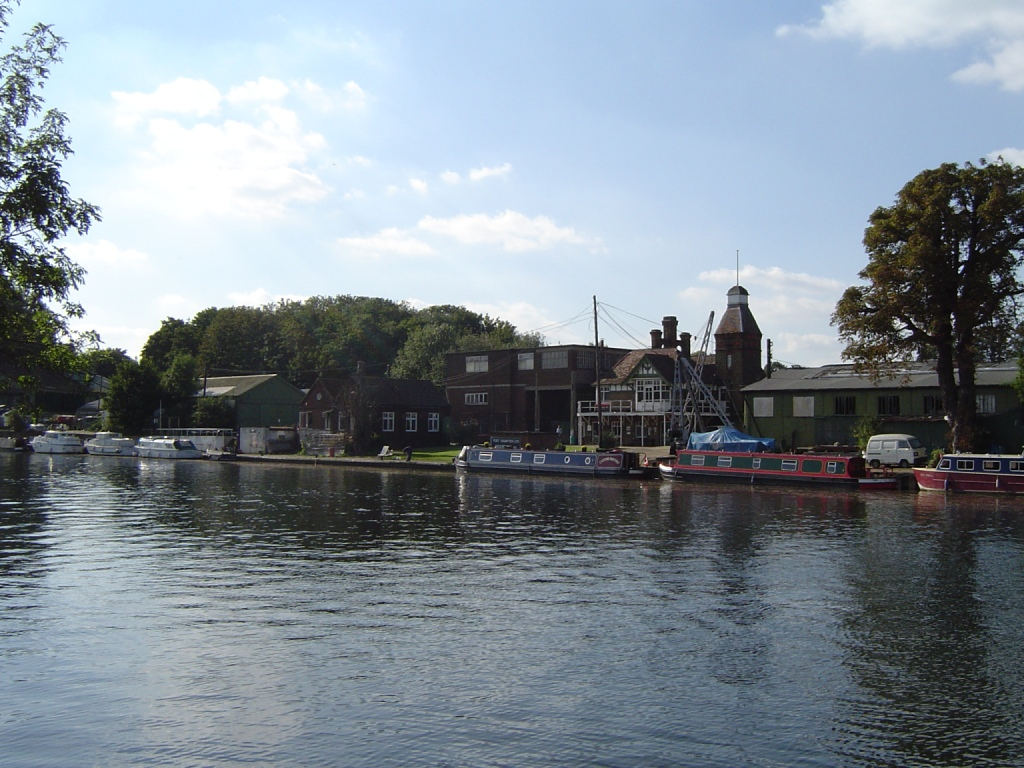
Platts Eyot - Port Hampton
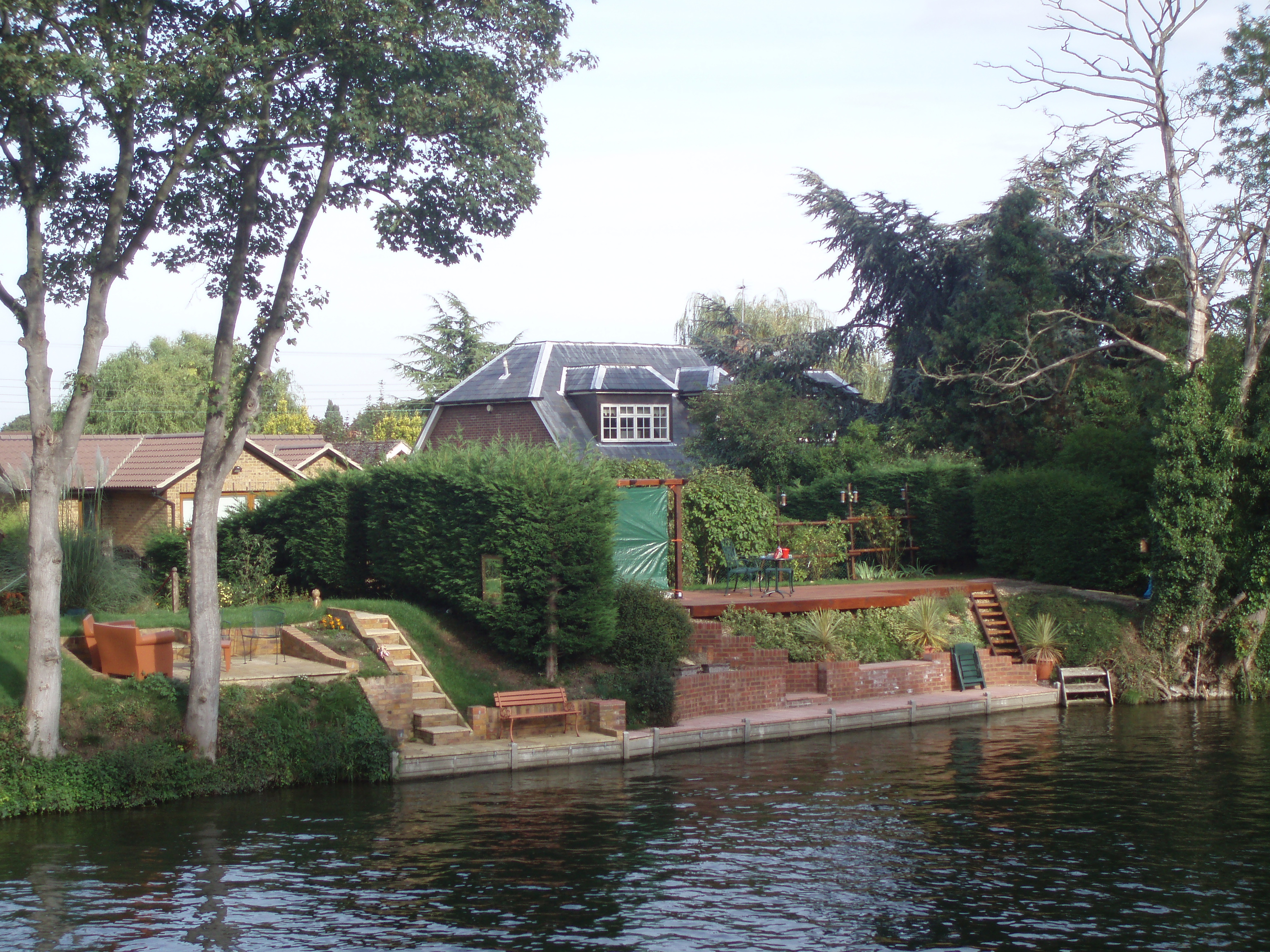
Ham Island - The cut
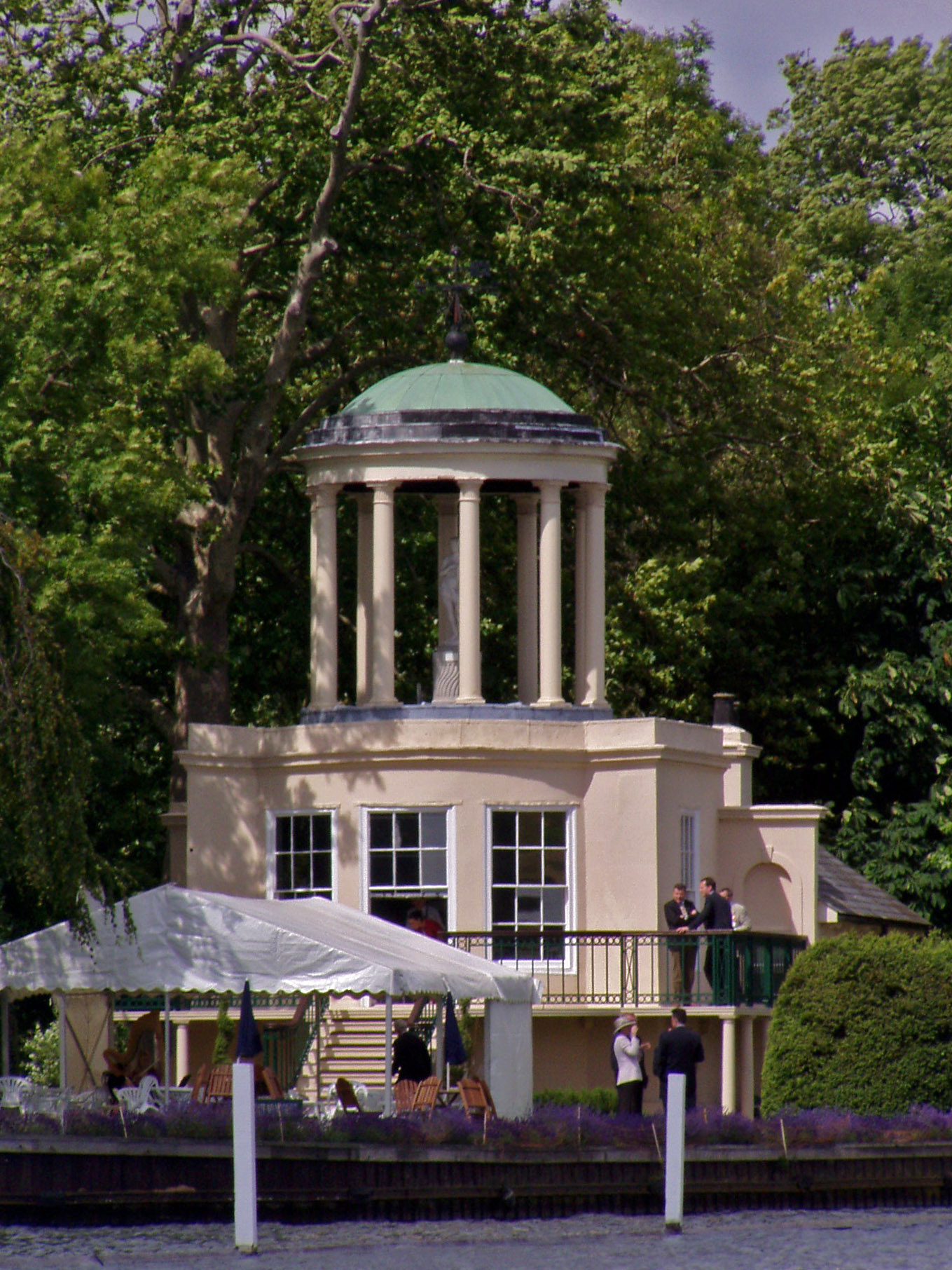
L'Île du temple, Henley

## Liste des îles

### Îles actuelles
| Nom                                       | Localité             | Superficie (ha) |
| ----------------------------------------- | -------------------- | --------------- |
| Sheppey Island                            | —                    | 9 320           |
| Two Tree Island (en)                      | —                    | 257             |
| Canvey Island                             | —                    | 1 845           |
| Lower Horse (en)                          | Corringham           | 12,6            |
| Chiswick Eyot (en)                        | Chiswick             | 1,32            |
| Oliver's Island (en)                      | Chiswick             | 0,36            |
| Brentford Ait (en)                        | Brentford            | 1,90            |
| Lot's Ait (en)                            | Brentford            | 0,69            |
| Isleworth Ait (en)                        | Isleworth            | 3,79            |
| Corporation Island                        | Richmond             | 0,32            |
| Glover's Island (en)                      | Twickenham           | 0,21            |
| Eel Pie Island                            | Twickenham           | 3,60            |
| Swan Island                               | Twickenham           | 0,10            |
| Trowlock Island (en)                      | Teddington           | 1,49            |
| Steven's Eyot (en)                        | Kingston upon Thames | 0,15            |
| Raven's Ait (en)                          | Surbiton             | 0,51            |
| Boyle Farm Island (en)                    | Thames Ditton        | 0,16            |
| Thames Ditton Island (en)                 | Thames Ditton        | 1,73            |
| Ash Island (en)                           | East Molesey (en)    | 1,82            |
| Tagg's Island (en)                        | Hampton              | 1,49            |
| Garrick's Ait (en)                        | Hampton              | 0,32            |
| Benn's Island (en)                        | Hampton              | 0,04            |
| Platt's Eyot (en)                         | Hampton              | 3,12            |
| Grand Junction Isle (en)                  | Sunbury-on-Thames    | 0,18            |
| Sunbury Court Island (en)                 | Sunbury-on-Thames    | 0,99            |
| Rivermead Island (en)                     | Sunbury-on-Thames    | 2,70            |
| Sunbury Lock Ait (en)                     | Sunbury-on-Thames    | 3,13            |
| Wheatley's Ait (en)                       | Sunbury-on-Thames    | 4,82            |
| Desborough Island (en)                    | Walton-on-Thames     | 45,32           |
| D'Oyly Carte Island (en)                  | Weybridge            | 0,57            |
| Lock Island (en)                          | Shepperton           | 1,88            |
| Hamhaugh Island (en)                      | Shepperton           | 4,00            |
| Pharaoh's Island                          | Shepperton           | 1,70            |
| Laleham Burway (en)                       | Chertsey             | 160             |
| Penton Hook Island (en)                   | Laleham              | 4,63            |
| Truss's Island (en)                       | Thorpe (en)          | 0,13            |
| Church Island (en)                        | Staines-upon-Thames  | 0,83            |
| Hollyhock Island (en) et Holm Island (en) | Staines-upon-Thames  | 0,98            |
| The Island (en)                           | Hythe End            | 1,60            |
| Magna Carta Island (en)                   | Runnymede            | 0,69            |
| Pats Croft Eyot (en)                      | Runnymede            | 0,21            |
| Friary Island (en)                        | Wraysbury            | 2,96            |
| Friday Island                             | Old Windsor          | 0,06            |
| Ham Island (en)                           | Old Windsor          | 51,0            |
| Lion Island (en)                          | Old Windsor          | 0,14            |
| Sumptermead Ait (en)                      | Datchet              | 2,09            |
| Black Potts Ait                           | Windsor              | 0,73            |
| Romney Island (en)                        | Windsor              | 2,55            |
| Cutlers Ait (en)                          | Windsor              | 0,38            |
| Firework Ait (en)                         | Windsor              | 0,01            |
| Barry Avenue Island                       | Windsor              | 0,26            |
| Deadwater Ait (en)                        | Windsor              | 0,22            |
| Baths Island                              | Eton Wick (en)       | 1,38            |
| Bush Ait                                  | Windsor              | 0,45            |
| Queen's Eyot                              | Dorney               | 1,70            |
| Monkey Island (en)                        | Bray                 | 2,14            |
| Pigeonhill Eyot (en)                      | Bray                 | 1,06            |
| Headpile Eyot                             | Bray                 | 1,39            |
| Guards Club Island (en)                   | Maidenhead           | 0,26            |
| Bridge Eyot                               | Maidenhead           | 0,92            |
| Grass Eyot                                | Maidenhead           | 0,51            |
| Ray Mill Island (en)                      | Maidenhead           | 0,40            |
| Boulter's Island (en)                     | Maidenhead           | 1,40            |
| Glen Island (en)                          | Maidenhead           | 1,66            |
| Bavin's Gulls (en)                        | Maidenhead           | 0,75            |
| Formosa Island (en)                       | Cookham              | 51,23           |
| Gibraltar Islands (en)                    | Marlow               | 2,22            |
| Temple Mill Island (en)                   | Hurley               | 1,54            |
| Frog Mill Ait (en)                        | Hurley               | 1,70            |
| Black Boy Island (en)                     | Hurley               | 2,16            |
| Magpie Island                             | Medmenham            | 1,30            |
| Hambleden Mill Island (en)                | Hambleden            | 0,64            |
| Temple Island (en)                        | Remenham             | 0,43            |
| Rod Eyot (en)                             | Henley-on-Thames     | 0,87            |
| Ferry Eyot (en)                           | Harpsden             | 0,60            |
| Poplar Eyot (en)                          | Wargrave             | 0,39            |
| Handbuck Eyot                             | Wargrave             | 0,31            |
| Unnamed Eyot (en)                         | Wargrave             | 0,96            |
| Phillimore Island                         | Charvil (en)         | 0,16            |
| The Lynch                                 | Lower Shiplake       | 1,31            |
| Hallsmead Ait (en)                        | Lower Shiplake       | 1,92            |
| Buck Ait (en)                             | Sonning              | 0,24            |
| Sonning Eye (en)                          | Sonning              | 3,73            |
| Sonning Hill Island (en)                  | Sonning              | 0,23            |
| Heron Island (en)                         | Reading              | 0,67            |
| View Island (en)                          | Reading              | 1,40            |
| De Bohun Island (en)                      | Reading              | 0,45            |
| Fry's Island (en)                         | Reading              | 1,44            |
| Pipers Island (en)                        | Reading              | 0,06            |
| St Mary's Island (en)                     | Reading              | 0,39            |
| Appletree Eyot                            | Tilehurst            | 0,29            |
| Poplar Island                             | Tilehurst            | 0,30            |
| Nag's Head Island (en)                    | Abingdon-on-Thames   | 0,76            |
| Andersey Island (en)                      | Abingdon-on-Thames   | 110,5           |
| Lock Wood Island                          | Nuneham Courtenay    | 0,78            |
| Fiddler's Elbow (en)                      | Sandford-on-Thames   | 4,73            |
| Rose Isle                                 | Kennington           | 0,48            |
| Folly Island (en)                         | Oxford               | 0,26            |
| Osney Island (en)                         | Oxford               | 43,84           |
| Fiddler's Island (en)                     | Oxford               | 1,66            |

### Anciennes îles
- Île Frog †, Rainham
- Isle of Dogs, peuplier, Londres
- Isle of Grain, Kent
- Thorney (ou Thorney Island) † couvrait une vaste zone entourant l'abbaye de Westminster
- Bermondsey †, terrain et terrains de l'abbaye de Bermondsey, formé par un anabranche (chenal corollaire) naturellement dragué par l'embouchure du Neckinger ; un vestige du canal est le quai de Saint-Sauveur .

Au-delà des alluvions / limons de l'estuaire, par la Manche et la mer du Nord
- Île de Thanet †, Kent